# Ratpenat de cua de beina de Beccari
El ratpenat de cua de beina de Beccari (Emballonura beccarii) és una espècie de ratpenat de la família dels embal·lonúrids, que viu a Indonèsia i Papua Nova Guinea. Fou anomenat en honor del botànic italià Odoardo Beccari.